# Туристично-краєзнавче товариство «Плай»
Туристи́чно-краєзна́вче товари́ство «Плай» — розпочало свою діяльність у жовтні 1924 року у Львові. Товариство організовувало мандрівки для молоді з наступними описами екскурсій, які оприлюднювались у спеціальних та популярних виданнях. Мало філії у з Перемишлі, Самборі, Стрию й Тернополі.

## Історія
З 1931 pоку, по ліквідації польською владою Українського Пластового Уладу, при львівському товаристві «Плай» створено спортові секції «Плай» і ім. Ф. Черника, в яких продовжували працю пластуни. 
У грудні 1935 року спільно з Українським фотографічним товариством у Львові було організовано велику виставку краєзнавчих світлин і літератури. До ювілею Товариства український краєзнавець Є.-Ю. Пеленський підготував опис кількох туристично-екскурсійних мандрівок.
Товариство у різні роки видавало часописи та путівники «Туристика і краєзнавство» (1925; ред. І. Крип’якевич) і «Мандрівництво» (1930-і pp.; ред. Є. Пеленський). Мало свою сторінку в газеті «Новий Час», а з 1937 року окремий журнал «Наша Батьківщина» та видало 2 туристичні провідники — Є. Пеленського «Долиною Опору і Стрия» і Ю. Тарновича «Верхами лемківського Бескиду». 
Активно співпрацювали з товариством «Плай» відомі українські вчені І. Крип'якевич, І. Свєнціцький, Є. Храпливий, Я. Пастернак та ін.
Товариство причетне до будівництва першого притулку туристичного призначення на пол. Плісце.
Головами товариства були  С. Старосольський, Д. Коренець, К. Паньківський.